# Markel Beloki
Markel Beloki Fernández (Vitoria-Gasteiz, 27 juli 2005) is een Baskisch wielrenner die in 2024 prof werd bij EF Education-EasyPost. Zijn vader Joseba en oom Gorka waren ook wielrenner.

## Carrière
Als junior behaalde Beloki meerdere overwinningen en ereplaatsen in het Spaanse amateurcircuit en werd hij nationaal kampioen tijdrijden. Op het wereldkampioenschap werd hij achttiende in diezelfde discipline; op het Europese kampioenschap werd hij zevende.
In 2024 werd Beloki prof bij EF Education-EasyPost. Zijn debuut voor de ploeg maakte hij in januari op Mallorca, waar hij deelnam aan vier van de vijf manches van de Challenge Mallorca. Zijn World Tourdebuut volgde een kleine maand later, toen hij aan de start stond van de UAE Tour. In juni van dat jaar werd hij, achter David de la Cruz, tweede op het nationale kampioenschap tijdrijden. In juli 2025 stond hij namens EF Education-Aevolo (de opleidingsploeg van EF Education-Easyport) aan de start van de Ronde van de Elzas. In de derde etappe, met aankomst op La Planche des Belles Filles, klom hij naar de overwinning en de leiding in het algemeen klassement. Die leidertrui verdedigde hij in de overige twee etappes met succes, waardoor hij Joris Delbove opvolgde als eindwinnaar.

## Overwinningen
2023
 Spaans kampioen tijdrijden, Junioren
1e etappe Ronde van Ribera del Duero
2025
3e etappe Ronde van de Elzas
Eind- en jongerenklassement Ronde van de Elzas

## Resultaten in voornaamste wedstrijden
|      | \| Jaar \| Clásica San Sebastián \| \| ---- \| --------------------- \| \| 2024 \| opgave \| |
| Jaar | Clásica San Sebastián                                                                        |
| 2024 | opgave                                                                                       |

## Ploegen
- 2024 –  EF Education-EasyPost
- 2025 –  EF Education-EasyPost

Amador · Beloki · Bettiol(tot 14/8) · Bissegger · Carapaz · Carr · Carthy · Cepeda · Chaves · Costa · de Bod · Doull · Healy · Honoré · Nerurkar · Piccolo(tot 21/6) · Powless · Quinn · Rafferty · Rootkin-Gray · Rutsch · Ryan · Shaw · Steinhauser · Sweeny · Todome · Urán · Valgren · van den Berg · van der Lee · Hlady (stagiair) · Lovidius (stagiair)